# Труб
Труб (нім. Trub) — громада  в Швейцарії в кантоні Берн, адміністративний округ Емменталь.

## Географія
Громада розташована на відстані близько 34 км на схід від Берна.
Труб має площу 62 км², з яких на 2,3% дозволяється будівництво (житлове та будівництво доріг), 40,6% використовуються в сільськогосподарських цілях, 56% зайнято лісами, 1,1% не є продуктивними (річки, льодовики або гори).

## Демографія
2019 року в громаді мешкало 1324 особи (-5,2% порівняно з 2010 роком), іноземців було 2%. Густота населення становила 21 осіб/км².
За віковим діапазоном населення розподілялося таким чином: 23% — особи молодші 20 років, 57,3% — особи у віці 20—64 років, 19,7% — особи у віці 65 років та старші. Було 501 помешкань (у середньому 2,6 особи в помешканні).
Із загальної кількості 628 працюючих 355 було зайнятих в первинному секторі, 147 — в обробній промисловості, 126 — в галузі послуг.